# 朱雀の紋章
『朱雀の紋章』（すざくのもんしょう）は、和田慎二による日本の漫画作品。1977年に『別冊マーガレット』（集英社）6月号に掲載された読み切り。探偵志望の青年・天知信乃が親友と共に大学の恩師を訪ねるも惨殺されており、その真相と朱雀家で起きる連続殺人事件の謎に挑む。

## あらすじ
昭和7年、或る霧の夜。探偵志望の天知信乃（あまち しの）は親友の遠見大二郎（とおみ だいじろう）と共に大学の恩師である宮坂（みやさか）教授の自宅を目指して山道を歩いていたが、自他共に認める方向音痴で大二郎を巻き込み道に迷ってしまう。般若面の女に殺気を感じるが、何故か相手は逃げてしまう。大二郎も信乃に負けず劣らずの方向音痴であるため、埒が明かないので道を訪ねた。湖に面した崖の上に建つ豪邸は朱雀大吾（すざく だいご）という人物の屋敷だったが、「七鬼部（なおにべ）村」の恩師の家に辿り着くも一足遅く、何者かに殺されていた。毒物を無理矢理飲まされて部屋中を転げ回った挙げ句、両手首を切断されたのだ。内地に目を向けろと政府を批判したため、刺客を差し向けられたのは明白だった。
その刺客こそ村への道を教えて貰った朱雀家の当主だった。信乃は朱雀家を探るべく大二郎に怪我をさせ、潜入することに成功する。朱雀家は政府の依頼で暗殺者を育成する殺人人形養成所であり、7人の子供達は皆、あらゆる手段で集めて暗殺者に育て上げた道具だった。彼らは17年間、渦を巻く湖の中の7つの小島で暮らしていた。その子供達の一人、千晶（ちあき）こそ夜道で信乃が殺気を感じた相手だった。そして、桜並木の木の枝に吊るされた惨殺死体が発見され、朱雀家の子供達の長男である豊丸（とよまる）だと判明する。それを機に、次々と殺されていく暗殺道具の子供達。その一人、姫（ひめ）と共に大二郎までもが殺されてしまう。信乃は朱雀家の財産が狙いだと思い、千晶を愛するがゆえに自身を憎む小六に後を任せて、東京に調査に向かった。
東京から戻った信乃は小六が一発も撃たずに惨殺された姿を見、彼の愛の深さを悟るのだった。その後、朱雀に簡単な理由で信乃が明かした犯人は、他ならぬ千晶だった。千晶は奥羽山脈の一角に住まう猟師の部族である「日座巻村」の首長（おさ）の娘だったが、小さな村ゆえに首長を神聖視するあまり、異常な方法で跡継ぎを定めていた。つまり、首長は年頃になった娘との間に子を儲け、その子を次の首長にしていた。首長の血を汚さぬために。数百年も延々と続けたことで濃すぎる血の弊害により奇形児や精神異常者などが続出し、千晶はその中の「木霊」と呼ばれる二重人格だった。宮坂教授と大二郎を殺したのも彼女だった。確かに朱雀は彼に毒を飲ませたが、宮坂を助けようと家に飛び込んだ千晶の目の前で、吐血した自身の血で宮坂が犯人である朱雀の名を書き残そうとしたのを見て千晶の心の箍が外れ、彼女は宮坂の両手首を切断し、その血で朱雀の名を隠したのだった。宮坂はショック死した。
父のように愛してくれる宮坂を殺してまでも自身が父と愛する朱雀を選んだ時から、千晶は「木霊」に魂を売り渡してしまった。その後の殺人は、朱雀の愛情を独占するためのものだった。ところが、朱雀が彼女を心の拠り所にしようとした際、そんな情けない男は自身の父ではないと「木霊」の人格が表在化し、誰よりも愛した筈の朱雀を殺してしまう。理性も反発もなく、ただ憎み殺すだけの殺人鬼が信乃をも殺そうとするが、千晶が舌を噛み切って命を絶ったことで2人の千晶は滅んだ。

## 書籍情報

### コミックス
ふたりの明日香
1978年6月20日発売 ISBN 4-08-850348-1 〈マーガレット・コミックス〉集英社
- ふたりの明日香 前編・後編（別冊マーガレット1976年9月号、10月号）
- 朱雀の紋章（別冊マーガレット1977年6月号）

### 書籍扱いコミックス
和田慎二傑作選　血塗られた恐怖
2021年1月15日発売 ISBN 978-4-253-10790-7 秋田書店〈書籍扱いコミックス〉全1巻
- 呪われた孤島　前編・後編（別冊マーガレット 1974年8月号、9月号）
- 朱雀の紋章（別冊マーガレット 1977年6月号）
- メイキング・オブ・朱雀の紋章
- 左の眼の悪霊　前編・後編（花とゆめ 1975年13号、14号）